# Hyde Parker

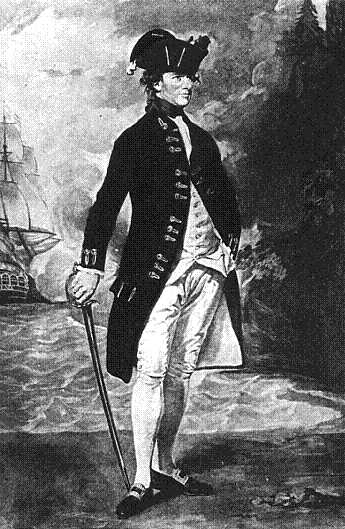
Hyde Parker (1739-1807) retratado por Romney.

Hyde Parker (1739- 16 de marzo de 1807) fue un almirante británico de la Royal Navy.

## Biografía
Hyde Parker, segundo hijo del almirante Hyde Parker, quinto Baronet (1714-1783), ingresó en la Royal Navy a edad temprana, y se convirtió en teniente de navío el 25 de enero de 1758, habiendo pasado gran parte de sus primeros servicios en barcos comandados por su padre.
Cinco años después, el 18 de julio de 1763, fue nombrado capitán de navío. Desde 1766 en adelante, y durante muchos años, sirvió en las Indias Occidentales y en los mares de Norteamérica, distinguiéndose especialmente al romper las defensas del North River en Nueva York en 1776. Sus servicios en esa ocasión le hicieron conseguir el título de caballero en 1779. En 1778 fue incorporado a la expedición de Savannah, y en el siguiente año su navío fue enviado a patrullar la hostil costa de Cuba. Sus hombres, sin embargo, compenetrados en disciplina y camaradería, lograron llegar hasta el fin de la misión a salvo. 
Parker estuvo con su padre en el Dogger Bank y con Richard Howe en las dos operaciones en el estrecho de Gibraltar. Alcanzó el rango superior el 1 de febrero de 1793 (el mismo día en que Inglaterra declaraba la guerra a la nueva República Francesa). Siendo contralmirante, sirvió al mando de Samuel Hood en Toulon y en Córcega. Fue promovido a vicealmirante el 4 de julio de 1794 y tomó parte, al mando de Lord Hotham, en las infructuosas acciones del 13 de mayo y el 3 de julio de 1795. De 1796 a 1800 fue designado comandante de Jamaica y también dirigió las operaciones en las Indias Occidentales. 
Se convirtió en almirante el 14 de febrero de 1799. En 1801, con el vicealmirante Horatio Nelson como su segundo al mando, fue destinado para comandar la flota cuya misión era terminar con la neutralidad en las Guerras Napoleónicas de los países del norte (Dinamarca, Suecia y Rusia). Copenhague, el primer objetivo de la expedición, fue atacada y arrasada en la Primera Batalla de Copenhague el 2 de abril de 1801 con el enérgico ataque del escuadrón de Nelson; Parker, que tenía los navíos más poderosos, se involucró parcialmente en el combate. En lo álgido del combate con la flota y los fortines daneses, Parker elevó la bandera-señal de terminar la batalla. Célebremente, se recuerda que Nelson deliberadamente ignoró la orden de su comandante, al llevarse el telescopio a su ojo tuerto y decir: «Realmente, no distingo bien la señal». Nelson presionó con bravura las acciones de batalla y logró imponerse, obligando a las fuerzas danesas a capitular. Tras esta victoria, fue posteriormente muy criticado, ya que muchos veían en estas acciones solo una maniobra para hacer entender a los nórdicos la necesidad de entrar en las guerras del continente, y no azuzarlos hasta que se enemistasen con Gran Bretaña. Poco tiempo después fue llamado de vuelta a tierras inglesas y Nelson tomó su puesto. Hyde Parker murió el 16 de marzo de 1807.
Su hijo, el tercer Hyde Parker (1786-1854), se convirtió en contralmirante el 23 de noviembre de 1841 y en vicealmirante el 4 de junio de 1852. Desde 1853, sirvió como Primer Lord del Almirantazgo, pero murió el 25 de mayo de 1854.